# Cortinarius jenolanensis
Cortinarius jenolanensis es una especie de hongo nativa de Australia. Fue descrita en 2009 por Alec Madera a partir de un espécimen recogido en las cuevas de Jenolan  el 30 de abril de 1988. También ha sido documentado por la Tidbinbilla Nature Reserve en Canberra.
No está estrechamente relacionado al subgénero Cortinarius que contiene Cortinarius kioloensis y Cortinarius violaceus.
El cuerpo fructífero mide unos 4 cm (1,5 pulgadas); el sombrero es ancho y de color violeta, aunque es inicialmente de forma acampanada y se aplana cuando  madura. La superficie es seca y lisa. Las láminas son delgadas, amplias, de forma piramidal y de un color violeta oscuro, pasando a un color marrón óxido cuando las esporas maduran. El pie mide entre 5-6 cm (2-2,5 pulgadas) de alto y 0,5-0,8 cm (0.25 pulgadas) de ancho. Es del mismo color que el sombrero, y posee un velo. Los restos del velo son escasos. Las esporas ovaladas miden de 8,4 a 10,2 µm de largo y de 5,7 a 6,9 µm de ancho y poseen algunas rugosidades, al igual que en C. kioloensis y afines.